# Alix de Namur
Alix de Namur (+ juliol de 1169) fou hereva del marquesat de Namur. Alix era filla de Godofreu I de Namur i Ermesinda de Luxemburg (filla de Conrad I de Luxemburg. Es va casar el 1130 amb Balduí IV comte d'Hainaut (+ novembre de 1171).
Va ser designada hereva pel seu germà Enric IV de Luxemburg i I de Namur (Enric el Cec) que no tenia descendència. La designació es va fer amb la condició que Alix traspassaria el comtat al seu fill Balduí (V) a partir de la mort del seu marit Balduí IV. Alix va morir abans que Balduí IV, però l'herència es va mantenir i el 1171 Balduí V va assolir el control. Enric el Cec va conservar Luxemburg i va morir sense fills el 1196.
Del seu matrimoni amb Balduí IV d'Hainaut (1130) va tenir a:
- Violant (1131–1202), esposa d'Hug IV, comte de Saint Pol
- Balduí V (1134–1147)
- Agnes (1142–1168)
- Godofreu comte d'Ostervant (1147–1163)
- Guillem, casat amb Mafalda de Lalaing
- Laureta (1150–1181), esposa de Bucard IV, comte de Montmorency
- Balduí V d'Hainaut (1150–1195), comte d'Hainaut (1171-1195) i de Namur com a Balduí I (?-1195), comte de Flandes per matrimoni amb Margarida I de Flandes (1191-1195)